# Fantappieïta
La fantappieïta (fantappièite en anglès) és un mineral de la classe dels silicats que pertany al grup de la cancrinita. Rep el nom per Acasto Liberto Fantappiè (Pontassieve, 1862 – Viterbo, 1933), distingit geòleg i naturalista que va dedicar part de la seva activitat científica a la mineralogia i la petrologia de les roques volcàniques de la regió comagmàtica romana on es va trobar el mineral.

## Característiques
La fantappieïta és un silicat de fórmula química [Na82.5Ca33K16.5](Si99Al99O396)(SO₄)33·4H₂O. Va ser aprovada com a espècie vàlida per l'Associació Mineralògica Internacional l'any 2008. Cristal·litza en el sistema trigonal. La seva duresa a l'escala de Mohs és 6.
Segons la classificació de Nickel-Strunz, la fantappieïta pertany a «09.FB - Tectosilicats sense H₂O zeolítica amb anions addicionals» juntament amb els següents minerals: afghanita, bystrita, cancrinita, cancrisilita, davyna, franzinita, giuseppettita, hidroxicancrinita, liottita, microsommita, pitiglianoïta, quadridavyna, sacrofanita, tounkita, vishnevita, marinellita, farneseïta, alloriïta, cianoxalita, balliranoïta, carbobystrita, depmeierita, kircherita, bicchulita, danalita, genthelvita, haüyna, helvina, kamaishilita, lazurita, noseana, sodalita, tsaregorodtsevita, tugtupita, marialita, meionita i silvialita.
L'exemplar que va servir per a determinar l'espècie, el que es coneix com a material tipus, es troba conservat al museu mineralògic de la Universitat de Roma, amb el codi número: mmur 33027/1.

## Formació i jaciments
Va ser descoberta a la caldera Stracciacappe, a la localitat de Roma (Laci, Itàlia). També ha estat descrita a la també localitat italiana de Fosso La Nova, a la província de Viterbo. Aquests dos indrets són els únics de tot el planeta on ha estat descrita aquesta espècie mineral.